# Romain Grégoire
Romain Grégoire (* 21. ledna 2003) je francouzský profesionální silniční cyklista jezdící za UCI WorldTeam Groupama–FDJ.

## Hlavní výsledky

### Silniční cyklistika
2020
Národní šampionát
 vítěz silničního závodu juniorů
La Philippe Gilbert Juniors
2. místo celkově
2021
Mistrovství Evropy
 vítěz silničního závodu juniorů
Národní šampionát
 vítěz silničního závodu juniorů
 vítěz časovky juniorů
Ain Bugey Valromey Tour
 celkový vítěz
vítěz 5. etapy
vítěz Trofeo Guido Dorigo
vítěz Gran Premio Eccellenze Valli del Soligo
Mistrovství světa
 2. místo silniční závod juniorů
SPIE Internationale Juniorendriedaagse
4. místo celkově
vítěz 3. etapy
Course de la Paix Juniors
4. místo celkově
Aubel–Thimister–Stavelot
5. místo celkově
vítěz 3. etapy
2022
vítěz Lutych–Bastogne–Lutych Espoirs
vítěz GP Palio del Recioto
vítěz Giro del Belvedere
vítěz Flèche Ardennaise
Giro Ciclistico d'Italia
 vítěz bodovací soutěže
vítěz 7. etapy
Tour de l'Avenir
vítěz 6. etapy
Alpes Isère Tour
2. místo celkově
 vítěz soutěže mladých jezdců
2023
Čtyři dny v Dunkerku
 celkový vítěz
 vítěz soutěže mladých jezdců
vítěz 2. etapy
Tour du Limousin
 celkový vítěz
 vítěz soutěže mladých jezdců
vítěz etap 1 a 3
2. místo Grand Prix du Morbihan
5. místo Faun-Ardèche Classic
6. místo Trofeo Laigueglia
8. místo Strade Bianche
9. místo Boucles de l'Aulne
10. místo Tour du Finistère
2024
Kolem Baskicka
vítěz 5. etapy
2. místo Faun-Ardèche Classic
7. místo Tour des Alpes-Maritimes et du Var
7. místo Valonský šíp
10. místo Classic Var

#### Výsledky na Grand Tours
| Grand Tour      | 2023 | 2024 |
| --------------- | ---- | ---- |
| Giro d'Italia   | —    | —    |
| Tour de France  | —    | 41   |
| Vuelta a España | 42   |      |

| —   | Nezúčastnil se |
| DNF | Nedokončil     |

### Cyklokros
2019–2020
Junior EKZ CrossTour
vítěz Hittnau
3. místo Meilen
3. místo Flückiger Cross Madiswi Juniors
2020–2021
2. místo Internationales Radquer Steinmaur Juniors
2021–2022
Národní šampionát
 vítěz závodu do 23 let